# Henri Salvador
Henri Gabriel Salvador (Cayena, 18 de julio de 1917 - París, 13 de febrero de 2008) fue un cantante y guitarrista francés de música popular y jazz.
Músico de gran recorrido artístico (estuvo en activo desde los años treinta hasta el año de su muerte), fue un personaje relevante dentro de la música francesa y mundial; algunas de sus canciones forman parte de la cultura popular francesa (entre ellas, "Syracuse", "Une chanson douce", etc.) y se le considera el primer cantante francés de rock and roll (desde 1956) y uno de los iniciadores de la bossa nova brasileña.
Compuso para numerosos artistas, especialmente para Régine y Sheila, e hizo conocer al gran público a la cantante Keren Ann. Art Mengo compuso para él.

## Biografía
Llegó a Francia junto con toda su familia desde la Guayana francesa cuando tenía 12 años, el 16 de agosto de 1929. 
Su padre, Clovis, y su madre, Antonine Paterne, hija de un indio caribeño, eran ambos nativos de Guadalupe: su padre de Morne-à-l'Eau y su madre de Port-Louis. Tuvo una hermana, Alice, y un hermano, André, con el cual cantaba a dúo al principio de su carrera. André Salvador llegó a ser galardonado con el Grand Prix du Disque de 1947 con "Hey-ba-ba-re-bop", acompañado de la orquesta de André Ekyan.
En 1933 obtuvo sus primeros trabajos en los cabarets parisinos. Su talento como músico y humorista le hacen ganarse el aprecio del público. En 1935, actúa en el Jimmy’s Bar, famoso cabaret de la época. Django Reinhardt le acoge entonces como acompañante.
En 1941, huye de Francia donde la guerra se va extendiendo. No volverá hasta la capitulación de Alemania. 
De diciembre de 1941 a diciembre de 1945 formó parte de la orquesta de Ray Ventura durante una estancia en América del Sur, en la que recorrió países como Brasil, Argentina, Colombia, Uruguay, etc. Destacó ya entonces por su talente como guitarrista y cantante, aparte de por su habilidad cómica para imitar al personaje de Popeye.
Más adelante, ya como cantante profesional, empezó a combinar en su repertorio canciones originales con temas más románticos y tradicionales, siendo respaldado más habitualmente con las primeras, dado que en las segundas la competencia era muy fuerte con cantantes como André Claveau y Georges Ulmer.
En 1949, obtuvo el gran premio musical de la Academia Charles-Cros y entró a trabajar en el ABC, templo de los music-halls parisinos, en la revista de Mistinguett Paris s’amuse. Es ahí donde conoce a su futura mujer y representante Jacqueline.
Bajo el seudónimo de Henry Cording, cantó en 1956 temas de rock and roll en francés, escritos por Boris Vian y compuestos por Michel Legrand y él mismo. Paralelamente, grabó un disco de jazz como guitarrista titulado Salvador plays the blues.
Su carrera tomó un rumbo determinante en los años sesenta, en gran parte gracias a las emisiones de variedades de Maritie y Gilbert Carpentier, en las que él interpretaba canciones de humor que le consagrarían como cantante popular: "Faut rigoler", "Zorro est arrivé", "Juanita Banana", "Le travail c'est la santé", etc. Como consecuencia de este éxito, consiguió su propio programa de radio vespertino titulado « Salves d'Or ».
En 1975, participó en un relato musical para niños titulado Émilie Jolie, escrito por Philippe Chatel, en el que interpretaba al cuentista y cantaba tres canciones, una de ellas con Françoise Hardy y Émilie Chatel.
Tras la muerte de su esposa Jacqueline en 1976, Henri Salvador volvió a casarse en 1986 con Sabine Elysabeth Marie-Chantal.
Su carrera sufrió un eclipse en los años ochenta y noventa. 
En 2000, regresó al primer plano de la actualidad con el disco Chambre avec vue. 
Salvador fue también un jugador de petanca de alto nivel, llegando a publicar un tebeo sobre el tema: Passion... Pétanque y a inventar también bolas para el mismo que llegaron a comercializarse. Fue también doblador de películas de animación, como hizo en 1990 en La Petite Sirène, de los Estudios Disney, haciendo de Sebastián. En 2006, con motivo de la edición en DVD de la película, grabaría también los diálogos de la secuela La Petite Sirène 2 : Retour à l'océan.
En noviembre de 2001, se casó con la productora de televisión Catherine Costa.
Su último disco, Révérence, apareció a finales de 2006.
Henri Salvador puso fin a su carrera artística tras una actuación en el Palacio de Congresos de París el 21 de diciembre de 2007. 
El fotógrafo Jean-Marie Périer es hijo de Henry Salvador.

## Premios
- Victoire d’honneur de la música en 1998.
- Premio del disco 2000 de la Académie Charles-Cros por el conjunto de su carrera.
- Victoire de la musique 2001 para el grupo o artista intérprete masculino del año y Victoire de la musique para la canción del año a Jardin d’hiver.
- Victoire para el mejor espectáculo en 2002.
- El 8 de noviembre de 2005 Henri Salvador es condecorado en Brasilia con la Gran Cruz de la 'Ordem do Mérito Cultural brasileña que recibe de manos del cantante y ministro de cultura Gilberto Gil en presencia del presidente Luíz Inácio da Silva por su aportación a la difusión fuera de sus fronteras de la cultura brasileña, en particular de la bossa nova, a la que contribuyó a aparecer.[1]
- Miembro de la Legión de Honor, de la Orden Nacional del Mérito y de la Orden de las Artes y las Letras.
- Medalla de oro de la Academia francesa en 2001.